# Оксенванг
Охсенванг (на немски: Ochsenwang) е район в община Бисинген ан дер Тек в окръг Еслинген в Баден-Вюртемберг.

## География
Охсенванг се намира на планински полуостров между Ципфелбахското дефиле и долината Бисингер на швабското плато Юра, на около три километра югоизточно от Бисинген. Най-високата точка е Аухтерт на североизток на 813 m, най-ниската точка е с височина 656 m.

## История
За историята на Охсенванг не се знае много. Намерени са доказателства за римско присъствие в миналото. Към 1730 г. е имало 36 жилища, покрити със слама. До XIX век населението разчита основно на земеделието.